# Krwiściąg mniejszy
Krwiściąg mniejszy (Sanguisorba minor) – gatunek rośliny należący do rodziny różowatych. Występuje w stanie dzikim w zachodniej i środkowej Europie, na Kaukazie i w zachodniej Syberii. W Polsce rzadko na niżu, częściej na pogórzu i w niższych położeniach górskich. Poza tym zdziczały z dawnych upraw (kenofit).

## Morfologia

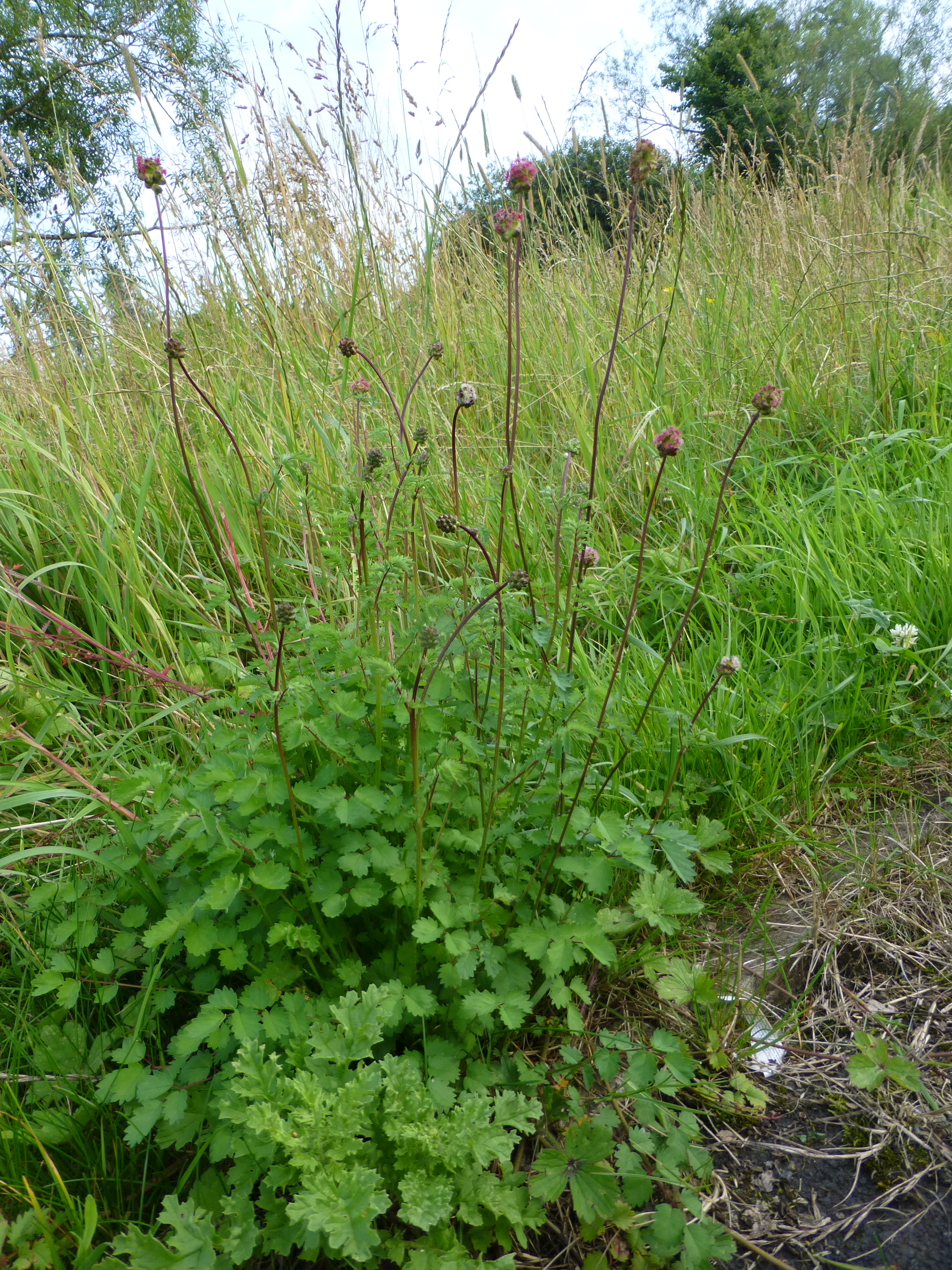
Pokrój

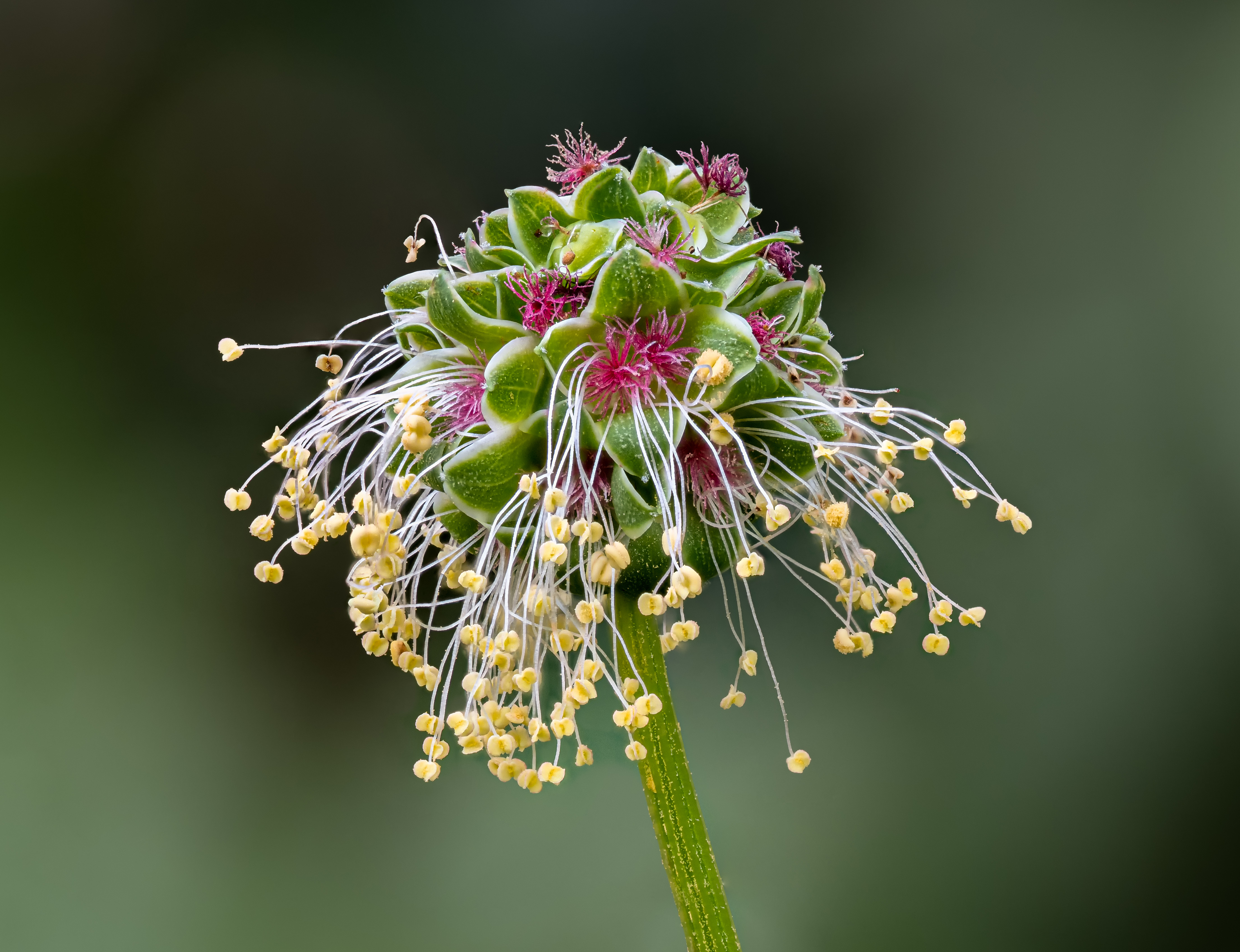
Kwiatostan

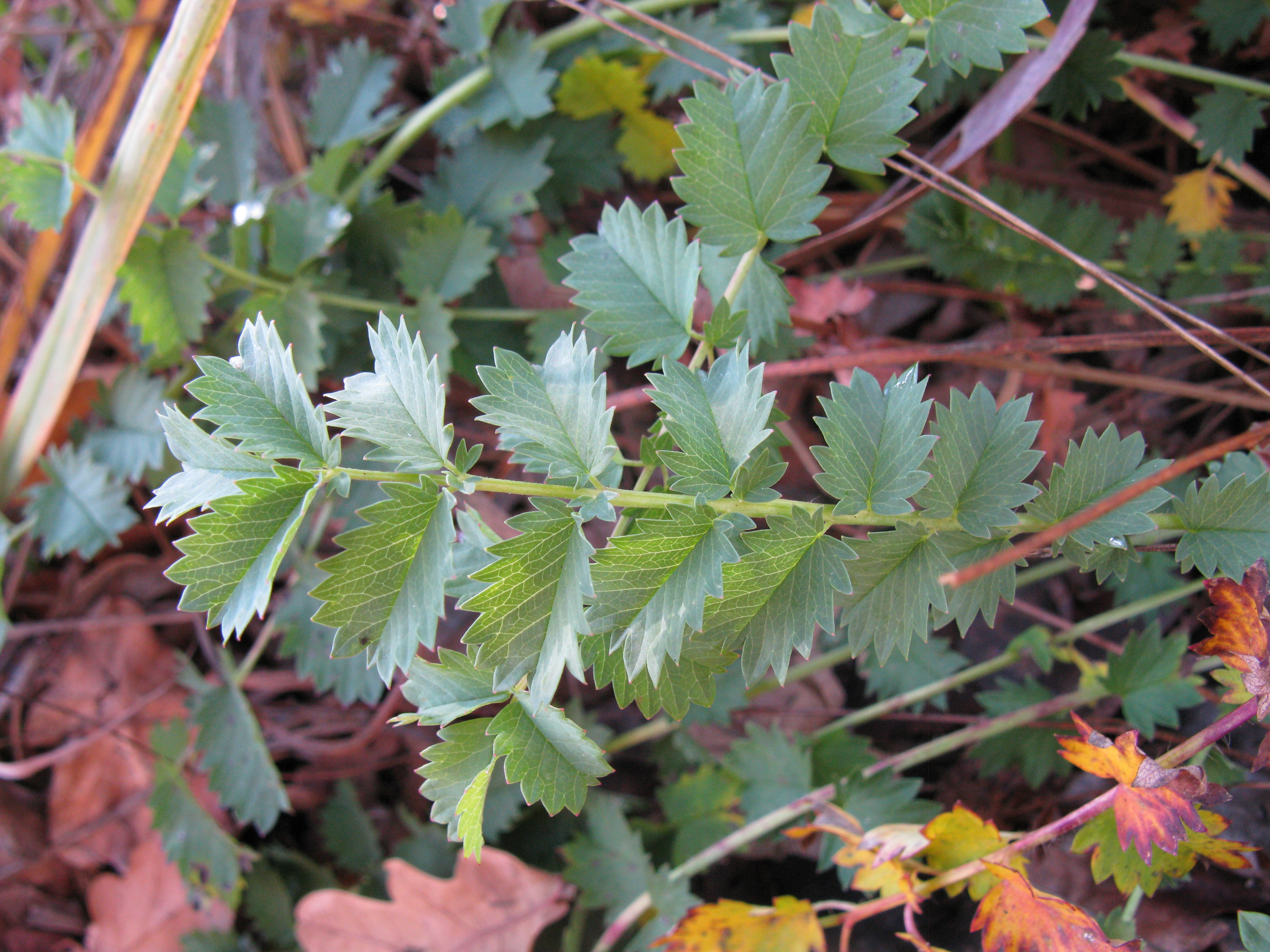
Liść

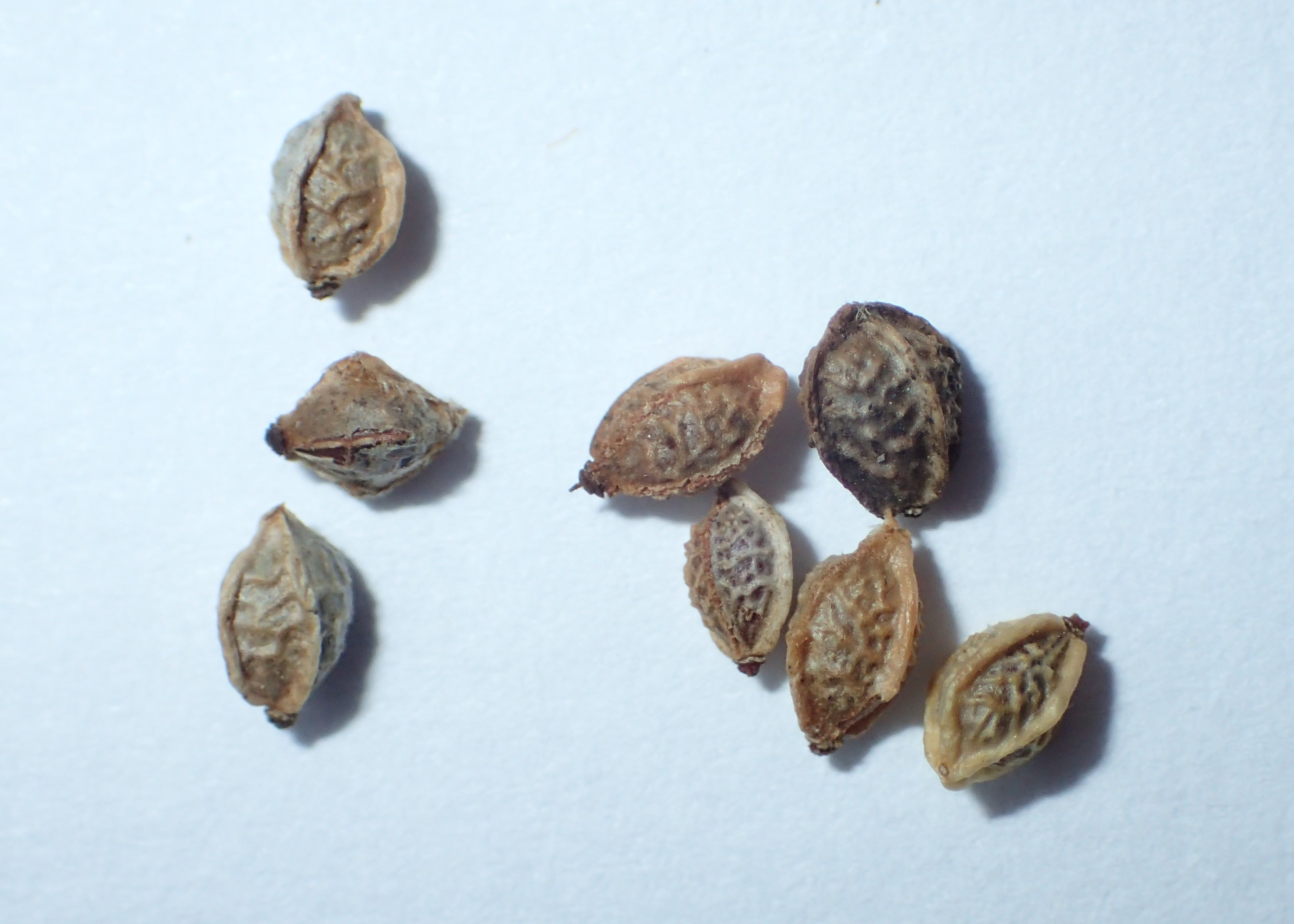
Owoce subsp. minor

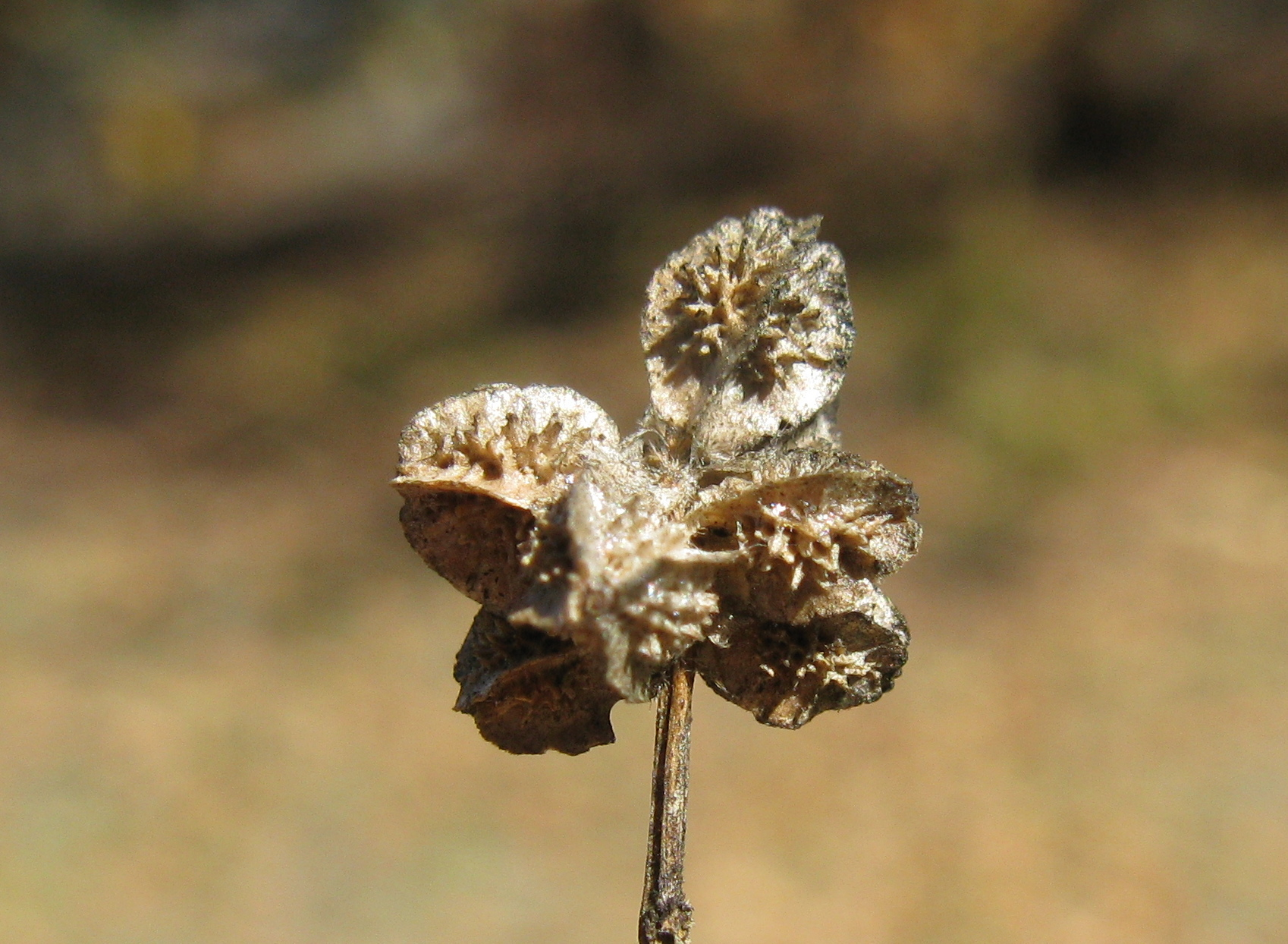
Owoce subsp. balearica

PokrójW przypadku podgatunku typowego zwykle do 40 cm wysokości (u innych rośliny też wyższe), z przyziemną rozetą pierzastych liści.
ŁodygaSzorstka, drewniejąca po roku wegetacji.
LiścieNieparzysto- pierzaste, listki jajowate, grubo ząbkowane
KwiatyZebrane w kulistojajowate, sinozielone (później niekiedy czerwono nadbiegłych) główki na szczytach odgałęzień. Kwiaty jednopłciowe: w dolnej części główki kwiaty męskie o 10-20 wiotkich pręcikach z białymi nitkami i żółtymi pylnikami, w górnej części kwiaty żeńskie ze słupkami o dwóch szyjkach.
KorzeńCienki i długi.
OwoceNiełupka. U podgatunku typowego (subsp. minor) z wąskimi żebrami i siatkowato pomarszczoną powierzchnią między nimi, u subsp. balearica z żebrami w postaci szerokich skrzydełek i z powierzchnią między nimi silnie pomarszczoną, z ostrymi i wyraźnymi grzbietami.

## Biologia i ekologia
Bylina, hemikryptofit. Składnik suchych łąk i ciepłych muraw. W uprawach rolnych chwast. Kwitnie od czerwca do września. Jest rośliną żywicielską larw rzadkiego motyla powszelatka sertora.

## Zastosowanie
- Roślina lecznicza
  - Surowiec zielarski: ziele i korzeń. Zawiera garbniki i olejki eteryczne.
  - Działanie: stosowana w medycynie ludowej jako środek przeciwkrwotoczny, przy zatruciach i biegunkach.
- Sztuka kulinarna: w średniowiecznej Europie stosowany jako przyprawa, a także do aromatyzowania alkoholi. Młode liście mają smak podobny do ogórka. Nadają się na zupy, sałatki i sporządzania orzeźwiających napojów[8].
- Roślina miododajna
- Bywa uprawiany w ogródkach ziołowych, zarówno jako roślina lecznicza, jak i warzywo.

## Uprawa
W Polsce jest wystarczająco mrozoodporny (strefy mrozoodporności 5-9). Wymaga stanowisk słonecznych lub półcienistych, ziemi średnio żyznej, wilgotnej i przepuszczalnej. Podczas upałów w lecie konieczne jest podlewanie. Rozmnaża się z nasion lub przez podział bryły korzeniowej. 

## Systematyka i zmienność
Wyróżnianych jest 6 podgatunków:
- Sanguisorba minor subsp. minor – podgatunek nominatywny, prawie w całym zasięgu gatunku, ale bez południowej Afryki i środkowej Azji
- Sanguisorba minor subsp. balearica (Bourg. ex Nyman) Muñoz Garm. & C.Navarro – krwiściąg średni (syn. S. muricata Gremli) – w całym zasięgu gatunku, włącznie z południową Afryką i środkową Azją
- Sanguisorba minor subsp. ertugrulii Yıld. – Azja Mniejsza
- Sanguisorba minor subsp. kucukodukii Yıld. – Azja Mniejsza
- Sanguisorba minor subsp. lasiocarpa (Boiss. & Hausskn.) Nordborg – południowo-zachodnia Azja
- Sanguisorba minor subsp. vestita (Pomel) Maire – północno-zachodnia Afryka